# Zeitschrift für das Gesamte Sicherheitsrecht
Die Zeitschrift für das Gesamte Sicherheitsrecht (GSZ) ist eine deutsche zweimonatlich erscheinende Fachzeitschrift für europäisches und deutsches Sicherheitsrecht sowie Sicherheitspolitik, die vom Verlag C. H. Beck in München herausgegeben wird und in gedruckter und elektronischer Form erscheint.

## Allgemeines
Nach eigenen Angaben befasst sich die Zeitschrift mit allen Aspekten des europäischen und deutschen Sicherheitsrechts, einschließlich des Polizei- und Ordnungsrechts, des IT-Sicherheitsrechts sowie der Sicherheitsgesetzgebung und Sicherheitspolitik. Sie enthält Fachaufsätze sowie Buchbesprechungen und behandelt aktuelle Rechtsprechung. Als Zielgruppen gibt die Zeitschrift die Sicherheitsverwaltung an wie z. B. Polizei- und Ordnungsbehörden oder Nachrichtendienste, Sicherheits- und Infrastrukturwirtschaft, die Rechtsanwaltschaft, Justiz, Wissenschaft und Politik. Die erste Ausgabe erschien am 27. November 2017, die Heftzählung beginnt dennoch im Jahr 2018 mit dem 1. Jahrgang. Schriftleiter der Zeitschrift sind Jan-Hendrik Dietrich (V. i. S. d. P.) und Kurt Graulich.

## Rubriken
Regelmäßige Rubriken der Zeitschrift sind:
- Editional
- GSZ Aktuell
- Aufsätze
- Zur Rechtsprechung
- Buchbesprechungen
- Rechtsprechung

## Herausgeber
Die 15 Herausgeber der Zeitschrift sind Matthias Becker, Jan-Hendrik Dietrich, Klaus Ferdinand Gärditz , Kurt Graulich, Christoph Gusy, Matthias Herdegen, Anna-Bettina Kaiser, Johannes Masing, Markus Möstl, Thomas Petri, Wolfgang Roth, Josef Ruthig, Ulrich Sieber, Markus Thiel und Dieter Weingärtner.

## Herausgeberrat
Die Besetzung des Herausgeberrates soll eine praxisnahe Themenauswahl und Schwerpunktsetzung gewährleisten. Dem Herausgeberrat gehören an:
- Hartmut Bäumer, Rechtsanwalt, Transparency International Deutschland e. V.
- Ekkehard Brose, Präsident der Bundesakademie für Sicherheitspolitik
- Peter Frank, Der Generalbundesanwalt beim Bundesgerichtshof
- Christof Gramm, ehem. Präsident des Militärischen Abschirmdienst
- Thomas Haldenwang, Präsident des Bundesamtes für Verfassungsschutz
- Josef Hoch, Richter am Bundesgerichtshof, Vorsitzender des Unabhängigen Gremiums
- Bruno Kahl, Präsident des Bundesnachrichtendienstes
- Wilfried Karl, Präsident der Zentralen Stelle für Informationstechnik im Sicherheitsbereich
- Günter Krings, MdB, Parlamentarischer Staatssekretär beim Bundesministerium des Innern, für Bau und Heimat
- Holger Münch, Präsident des Bundeskriminalamtes
- Martin Petrasch, Rechtsanwalt, Senior Legal Counsel
- Horst Risse, Staatssekretär a. D., ehemaliger Direktor beim Deutschen Bundestag
- Arne Schönbohm, Präsident des Bundesamtes für Sicherheit in der Informationstechnik